# Seven Points
Seven Points est une ville située en limite des comtés de Henderson et Kaufman, au Texas, aux États-Unis,. La ville est baptisée en référence au fait que sept routes y convergent.

## Démographie
Lors du recensement de 2010, la ville comptait une population de 1 455 habitants. Elle est estimée, en 2016, à 1 460 habitants.

### Source de la traduction
- (en) Cet article est partiellement ou en totalité issu de l’article de Wikipédia en anglais intitulé « Seven Points, Texas » (voir la liste des auteurs).